# Úrvalsdeild 2017
Úrvalsdeild 2017 nebo také Pepsideild 2017 byl 106. ročníkem islandské nejvyšší fotbalové ligy. Zvítězil Valur o 12 bodů před Stjarnanem. Obhájce titulu Fimleikafélag Hafnarfjarðar skončil 3. Nejlepším střelcem se stal Andri Runar Bjarnason z Grindavíku s 19 góly. Z ligy sestoupily týmy Ungmennafélagið Víkingur (Ólafsvik) a Íþróttabandalag Akraness. Z druhé ligy postoupily týmy Fylkir a Knattspyrnudeild Keflavíkur.

## Tabulka
| Poř. | Tým        | Z  | V  | R | P  | VG | OG | B  |
| ---- | ---------- | -- | -- | - | -- | -- | -- | -- |
| 1.   | Valur      | 22 | 15 | 5 | 2  | 43 | 20 | 50 |
| 2.   | Stjarnan   | 22 | 10 | 8 | 4  | 46 | 25 | 38 |
| 3.   | FH         | 22 | 9  | 8 | 5  | 33 | 25 | 35 |
| 4.   | KR         | 22 | 8  | 7 | 7  | 31 | 29 | 31 |
| 5.   | Grindavík  | 22 | 9  | 4 | 9  | 31 | 39 | 31 |
| 6.   | Breiðablik | 22 | 9  | 3 | 10 | 34 | 35 | 30 |
| 7.   | KA         | 22 | 7  | 8 | 7  | 37 | 31 | 29 |
| 8.   | Víkingur   | 22 | 7  | 6 | 9  | 32 | 36 | 27 |
| 9.   | ÍBV        | 22 | 7  | 4 | 11 | 32 | 38 | 25 |
| 10.  | Fjölnir    | 22 | 6  | 7 | 9  | 32 | 40 | 25 |
| 11.  | Ólafsvik   | 22 | 6  | 4 | 12 | 24 | 44 | 22 |
| 12.  | Akranes    | 22 | 3  | 8 | 11 | 28 | 41 | 17 |

## Nejlepší střelci
| #  | Nár.    | Jméno          | Tým       | Góly |
| -- | ------- | -------------- | --------- | ---- |
| 1. | Island  | Bjarnason A.   | Grindavík | 19   |
| 2. | Skotsko | Lennon S.      | FH        | 12   |
| 3. | Island  | Baldvinsson G. | Stjarnan  | 12   |